# Eekhoorntjesbrug

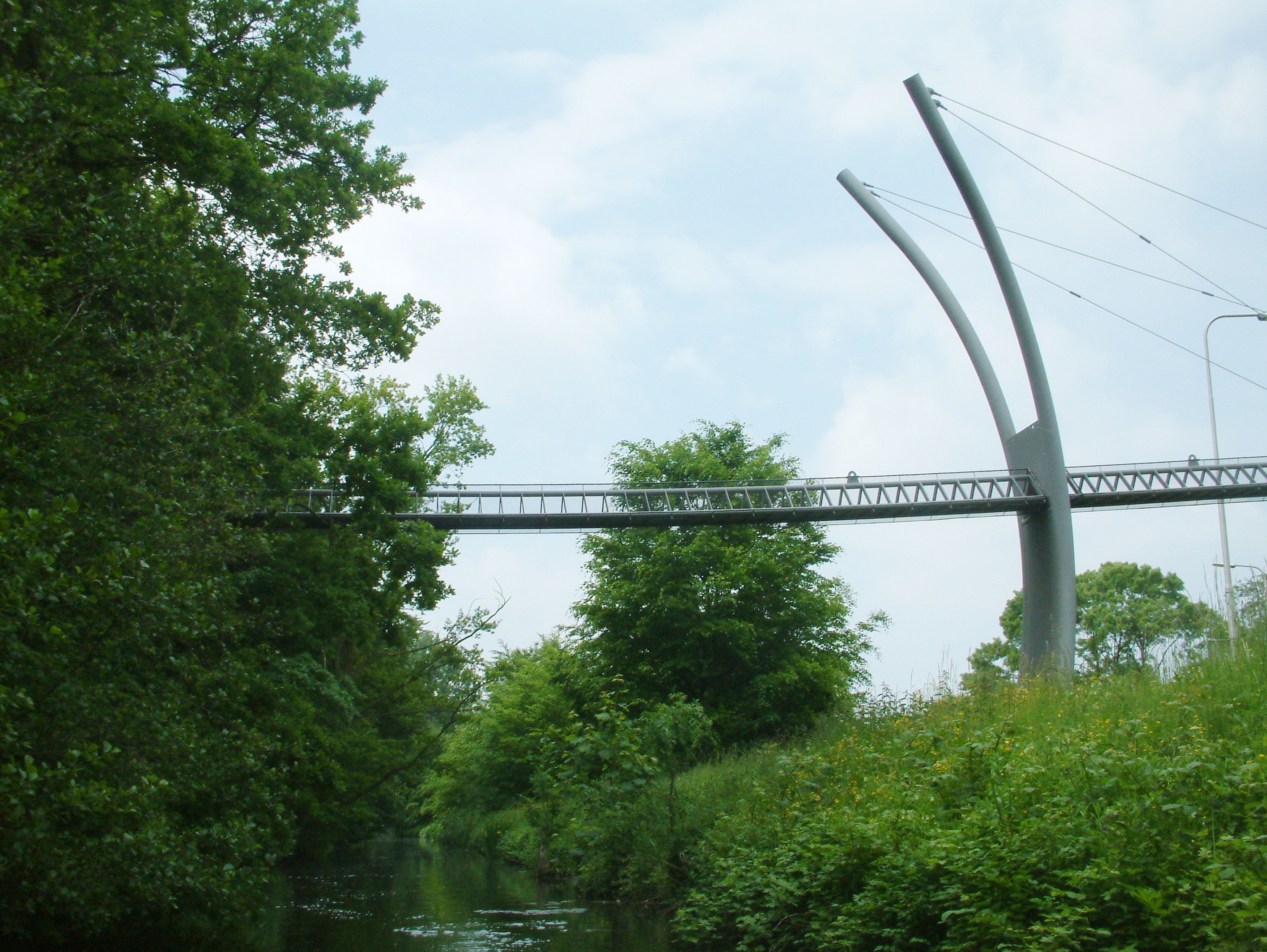
Eekhoorntjesbrug in Den Haag

Een eekhoorntjesbrug is een brug die gebouwd is zodat kleine zoogdieren een weg kunnen oversteken.

## Milieumaatregel
Een eekhoorntjesbrug wordt soms aangelegd als compensatie voor milieuschade bij de aanleg van nieuwe wegen, maar er worden ook eekhoorntjesbruggen gebouwd over bestaande wegen.
Er bestaat scepsis over het nut van de eekhoorntjesbrug, omdat het niet altijd duidelijk is of de bruggen daadwerkelijk worden gebruikt. De brug in Den Haag werd in de eerste jaren na aanleg nauwelijks gebruikt,  maar uiteindelijk na tien jaar bleek de brug alsnog volop in gebruik.

## Plaatsen
In de volgende Nederlandse plaatsen zijn eekhoorntjesbruggen gebouwd:
- Nunspeet
- Otterlo
- Roermond
- Den Haag, boven de N44
- Veldhoven

Daarnaast is er ook in Brussel een eekhoornbrug gebouwd.